# Lobelia aberdarica
Lobelia aberdarica là loài thực vật có hoa trong họ Hoa chuông. Loài này được R.E.Fr. & T.C.E.Fr. mô tả khoa học đầu tiên năm 1922.